# Jean Fréville
Jean Fréville, pseudonimo di Eugène Schkaff (Charkiv, 25 maggio 1895 – Parigi, 23 giugno 1971), è stato uno scrittore e storico francese.

## Biografia
Cresciuto in una famiglia borghese russa che fu costretta all'esilio dopo la rivoluzione bolscevica, alcuni problemi gravi con suo padre lo spingono a diventare un simpatizzante della rivoluzione. Ottiene la naturalizzazione francese nel 1927 e, nello stesso anno, si reca a Mosca per le celebrazioni del 10º anniversario della Rivoluzione d'Ottobre. Reincontra Maurice Thorez e, al suo ritorno a Parigi, aderisce al Partito communista francese del 1927. Diventa allora cronista letterario per L'Humanité e per primo usa l'espressione «Realismo socialista» prima che questa sia concettualizzata in URSS. È uno dei più stretti collaboratori di Maurice Thorez, al punto che redige numerosi testi per il segretario generale, soprattutto la sua autobiografia, Figlio del Popolo.
Laureato in legge, Fréville tradusse in francese gli scritti dei grandi pensatori marxisti sull'estetica: «I grandi testi del marxismo sulla letteratura e l'arte» (1937), «L'arte e la vita sociale — Plechanov e i problemi dell'arte» (1949). Scrive anche sul ruolo delle donne nella società comunista (La Donna e il comunismo, 1950 ; Una grande figura della Rivoluzione russa: Inessa Armand, 1957). Il suo primo romanzo, «Pane di mattoni» (1937), è dedicato agli scioperi, e « Port-Famine » (1939) alla condizione dei marinai. La sua raccolta di racconti intitolata «I collaboratori» (1946) e il suo romanzo «Vento pieno» (1950) descrivono molto realisticamente la vita e le difficoltà di reinserimento dei combattenti della Resistenza nell'immediato dopoguerra. Tra i suoi scritti più propriamente storici, si deve ricordare «Con Maurice Torez» (1950), «La Notte finisce a Tours» (1950, racconto del Congresso di Tours e degli eventi che portarono alla scissione con la SFIO), oltre che alle sue biografie: «Henri Barbusse» (1946), «Zola, seminatore di tempeste» (1952), «Lénin a Parigi» (1968).
Si deve anche ricorda che Jean Fréville è l'autore del libro di «Maurice Thorez: Figlio del popolo». Alle pagine 36 et 37 delle prime edizioni fu scritto, sotto forma di acrostico:
"Ferrailles rongées et verdies, informes lacis, larges entonnoirs aux escarpements crayeux, ravinés, immenses tranchées creusées en labyrinthes, infranchissables vallonnements, ravagés, embroussaillés..."
Considerando, di ogni parola, solo la prima lettera si legge: «Freville ha scritto questo libro» («Fréville a écrit ce livre»). Questa informazione è sparita nelle edizioni seguenti.
Dopo la guerra, diventa uno degli addetti chiave del Ministero di Thorez, divenuto nel frattempo ministro. Dopo l'allontanamento dei comunisti a maggio 1947, continua a essere uno dei collaboratori più vicini e discreti di Maurice Thorez. È lui soprattutto che effettua molti viaggi andata-ritorno verso l'URSS per incontrare Thorez malato. Intimo della famiglia Thorez, fu uno dei principali intellettuali comunisti francesi che partecipò al culto del segretario generale.
Sembrava che a partire dai primi anni 1960, Thorez si fosse allontanato poco a poco da lui, soprattutto dopo che l'acrostico inserito nell'autobiografia Fils du Peuple fu diffuso presso il grande pubblico. È comunque rimasto membro del partito fino alla fine della sua vita e continuò a mantenere via la memoria di Thorez.